# انور اکبری
انور اکبری (زادهٔ ۲ اوت ۱۹۹۳) یک بازیکن فوتبال اهل افغانستان است.
از باشگاه‌هایی که در آن بازی کرده‌است می‌توان به باشگاه فوتبال بازان سپین غر  اشاره کرد.
وی همچنین در تیم ملی فوتبال افغانستان بازی کرده‌است.
محمد انور اکبری زاده افغانستان متولد 1372 شمسی است.
وی فوتبال خود را در 10 سالگی در ایران آغاز نموده و در سن 15 سالگی وارد تیم شهرداری اصفهان فوتبال حرفه ای خود را آغاز کرده 
وی زادهٔ ولایت غزنی و از تیرهٔ تاجیکان افغانستان می باشد.